# Pomnik Aleksandra Kamińskiego w Łodzi
Pomnik Aleksandra Kamińskiego – rzeźba plenerowa w Parku Staromiejskim w Łodzi. Pomnik przedstawia Aleksandra Kamińskiego, ubranego w harcerską pelerynę i czapkę rogatywkę, siedzącego przy  ognisku. Jego autorem jest Kazimierz Karpiński. Pomnik został odsłonięty 24 września 2005 w ramach obchodów 50 rocznicy Hufca Łódź-Polesie.